# David Dockendorf
David E. „Dave“ Dockendorf (* 2. November 1923 in Wisconsin; † 15. April 1997 in Los Angeles, Kalifornien) war ein US-amerikanischer Tonmeister.

## Leben
Dockendorf begann seine Karriere Ende der 1950er Jahre und hatte sein Spielfilmdebüt beim Western Showdown at Boot Hill mit Charles Bronson in der Hauptrolle. Während sein Arbeitsschwerpunkt der Film war, arbeitete er auch gelegentlich für das Fernsehen. Für sein Wirken an Fernsehproduktionen war er zwischen 1980 und 1988 vier Mal für den Primetime Emmy nominiert und konnte die Auszeichnung 1981 für ein National Geographics Special gewinnen.
1970 war er für Zwei Banditen gemeinsam mit Bill Edmondson für den Oscar in der Kategorie Bester Ton nominiert, der Preis ging in diesem Jahr jedoch an Gene Kellys Musical Hello, Dolly! Im darauf folgenden Jahr war Dockendorf gleich zwei Mal für den BAFTA Film Award in der Kategorie Bester Ton nominiert und gewann den Preis für Butch Cassidy und Sundance Kid.
Dockendorf zog sich 1990 aus dem Filmgeschäft zurück. Er starb 1997 im Alter von 73 Jahren in Los Angeles.

## Filmografie (Auswahl)
- 1966: Das Mondkalb (Way… Way Out!)
- 1966: Die phantastische Reise (Fantastic Voyage)
- 1966: Wie klaut man eine Million? (How to Steal a Million)
- 1967: Man nannte ihn Hombre (Hombre)
- 1968: Planet der Affen (Planet of the Apes)
- 1969: Zwei Banditen (Butch Cassidy and the Sundance Kid)
- 1970: Rückkehr zum Planet der Affen (Beneath the Planet of the Apes)
- 1971: Keiner killt so schlecht wie ich (A New Leaf)
- 1971: Le Mans
- 1974: Chinatown
- 1979: Der große Santini (The Great Santini)
- 1979: Muppet Movie (The Muppet Movie)
- 1982: Das Ding aus dem Sumpf (Swamp Thing)
- 1986: Zoff in Beverly Hills (Down and Out in Beverly Hills)

## Auszeichnungen (Auswahl)
- 1970: Oscar-Nominierung in der Kategorie Bester Ton für Zwei Banditen
- 1971: BAFTA-Film-Award-Nominierung in der Kategorie Bester Ton für Zwei Banditen
- 1971: BAFTA-Film-Award-Nominierung in der Kategorie Bester Ton für MASH